# Носток сливоподібний
Носток сливоподібний (Nostoc pruniforme) — вид ціанобактерій родини ностокових (Nostocaceae)

## Поширення
Космополітичний вид. Трапляється у прісних озерах та ставках по всьому світі, найпоширеніший у помірній зоні.

## Опис
Утворює колонії на дні водойм. Колонії мають кулясту або еліпсоїдальну, іноді приплющену, форму. Їх діаметр варіює від 1 до 8 см. Вони мають драглисто-желеподібну структуру; рідку всередині і шкірясту зовні. Колір колоній — сіро-зелений.